# Aurora Jolie
Aurora Jolie (Napoli, 25 gennaio 1988) è un'attrice pornografica statunitense.

## Biografia
Nata a Napoli, è stata cresciuta in Virginia. Ha un fratello, si è trasferita in California con i suoi genitori e ha terminato l'ultimo anno della "John Burroughs High School" a Burbank. I suoi genitori sono entrambi membri dell'esercito americano. Ha iniziato la sua carriera nell'industria del porno dopo due mesi dal conseguimento del diploma.
In un'intervista aveva dichiarato di essere vergine per il fatto di eseguire esclusivamente sesso anale di gruppo, sia davanti alle telecamere che nella vita privata. In un'altra intervista a marzo del 2009, della rivista Ozone, ha rivelato di aver perso la verginità vaginale durante la vita privata. Ha affermato che, nei film in cui reciterà, eseguirà solo scene di sesso vaginali dopo che sarà partito il sito web a lei dedicato.
È apparsa nel video Wouldn't Get Far di The Game Ft. Kanye West nel 2007. A dicembre del 2009 le è stato diagnosticato un problema al cuore conosciuto come cardiomiopatia ipertrofica.

## Riconoscimenti
- 2007 NightMoves Magazine's Award nomination – Best New Starlet[7]
- 2008 AVN Award nomination – Best Anal Sex Scene, Video – Cum in My Booty[8]
- 2008 Unban X Award – Best Anal Sex Scene con Brian Pumper[1]